# 本田真凜
本田真凜（2001年8月21日—）是一位日本女子花样滑冰選手。她在2016年世界青少年花样滑冰锦标赛取得金牌。

## 生平
本田真凜出生於日本京都府京都市，2歲與花式滑冰結緣，在11歲的時候參加全日本Novice的表演獲得第一名。

### 2015-16賽季
在全日本花式滑冰錦標賽中獲得女子單人滑第9名
2015年12月12日，本田真凜在國際滑聯花式滑冰大獎賽總決賽的比賽中憑藉自由滑114.95分，總分178.64分，以0.53的微弱優勢獲得銅牌。
2016年3月19日，在國際滑聯世界青少年花式滑冰錦標賽中，短節目結束後排在第二的本田真凜以自由滑126.87分，總分192.98分的成績奪得女子單人滑金牌。這也是本田真凜第一次參加世青賽。

### 2016-17賽季
本田在2016年亞洲杯上獲得金牌，開始了她的賽季。她被分配到日本和斯洛文尼亞的JGP活動。在JGP橫濱的第一場比賽中，她在短節目中獲得第5名，並以128.64分的初級世界紀錄獲得自由滑，獲得第2名。在JGP Ljubljana的下一次比賽中，她贏得了另一枚銀牌，為她的第二次JGP決賽取得資格。然而，她退出了決賽，引用了疾病。11月，她在日本青少年全國錦標賽中獲得銅牌。

### 2017-18賽季
2017年3月19日，在台北舉行的國際滑聯世界青少年花式滑冰錦標賽中，本田真凜自由滑得到133.26分，總成績得到201.61分首次突破200分大關， 以賽季最佳表現獲得亞軍。
2017年9月16日，本田真凜在美國國際花式滑冰經典賽女子自由滑的比賽中，以自由滑131.52分，總分198.42分的成績奪得冠軍。本田真凜在該場比賽中因缺氧意識模糊，卻依舊滑完全程。這也是本田真凜升入成年組的首戰。
2017年10月29日，在國際滑聯花式滑冰大獎賽加拿大站的比賽中，本田真凜在自由滑中拿到125.64分位列第三，但因為短節目落後較多，最終以178.24分排在第五。
2017年11月4日，本田真凜在世界花式滑冰大獎賽中國杯的比賽中獲得第五名。
2017年12月23日，在全日本花式滑冰錦標賽暨平昌冬奧會日本國內最終選拔會的比賽中，本田真凜以193.37分取得第七，無緣平昌冬奧會。
2018年3月，本田真凜宣布她將更換教練為Rafael Arutunian，並前往美國生活和訓練。
2024年1月5日，本田真凜宣布在本賽季結束後退役。

## 家族
本田真凜排行老三，有一兄一姐與二個妹妹。本田真凜的兄弟姐妹:長女本田真帆、長兄本田太一、四女本田望結、五女本田紗來都是在學習花式滑冰的選手，本田望結同時也是童星出身的演員。

## 外部連結
- Marin HONDA在国际滑冰联盟的页面
- 本田真凜的Instagram帳戶
- 本田真凜的X（前Twitter）
- YouTube上的本田姉妹やで頻道